# 圣米歇尔德布洛涅
圣米歇尔德布洛涅（法語：Saint-Michel-de-Boulogne，法語發音：[sɛ̃ miʃɛl də bulɔɲ]）是法国阿尔代什省的一个市镇，属于拉让蒂耶尔区。

## 地理
圣米歇尔德布洛涅（44°41'44"N, 4°26'0"E）面积7.53 平方千米，位于法国奥弗涅-罗讷-阿尔卑斯大区阿尔代什省，该省份为法国东南部内陆省份，北起顺时针与卢瓦尔省、伊泽尔省、德龙省、沃克吕兹省、加尔省、洛泽尔省和上盧瓦爾省接壤。
与圣米歇尔德布洛涅接壤的市镇（或旧市镇、城区）包括：古尔东、圣昂代奥德瓦尔、圣艾蒂安德布洛涅、韦索。

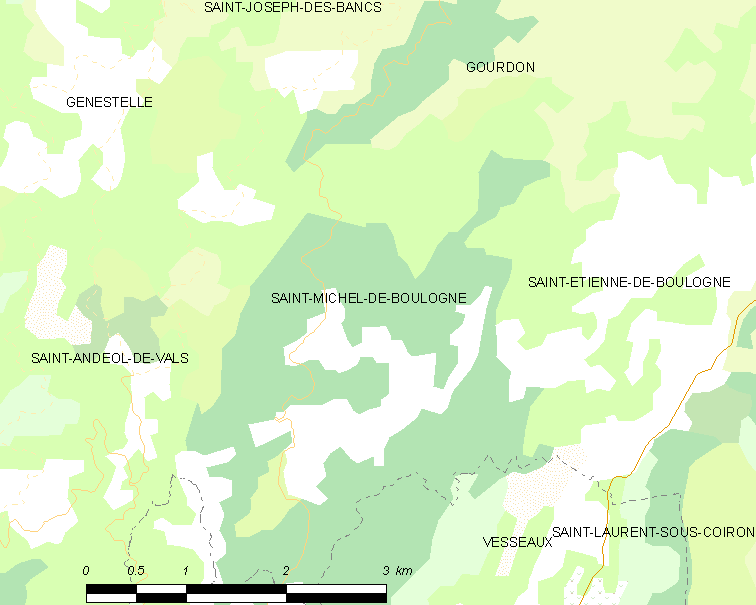
圣米歇尔德布洛涅的OSM定位图

圣米歇尔德布洛涅的时区为UTC+01:00、UTC+02:00（夏令时）。

## 行政
圣米歇尔德布洛涅的邮政编码为07200，INSEE市镇编码为07277。

## 政治
圣米歇尔德布洛涅所属的省级选区为欧布纳第二县。

## 人口

1962-2008年间圣米歇尔德布洛涅人口变化图示

圣米歇尔德布洛涅于2022年1月1日时的人口数量为148人。